# 住吉神社 (奈良市勝南院町)
住吉神社（すみよしじんじゃ）は、奈良県奈良市勝南院町（しょうなみちょう）にある神社。

## 歴史

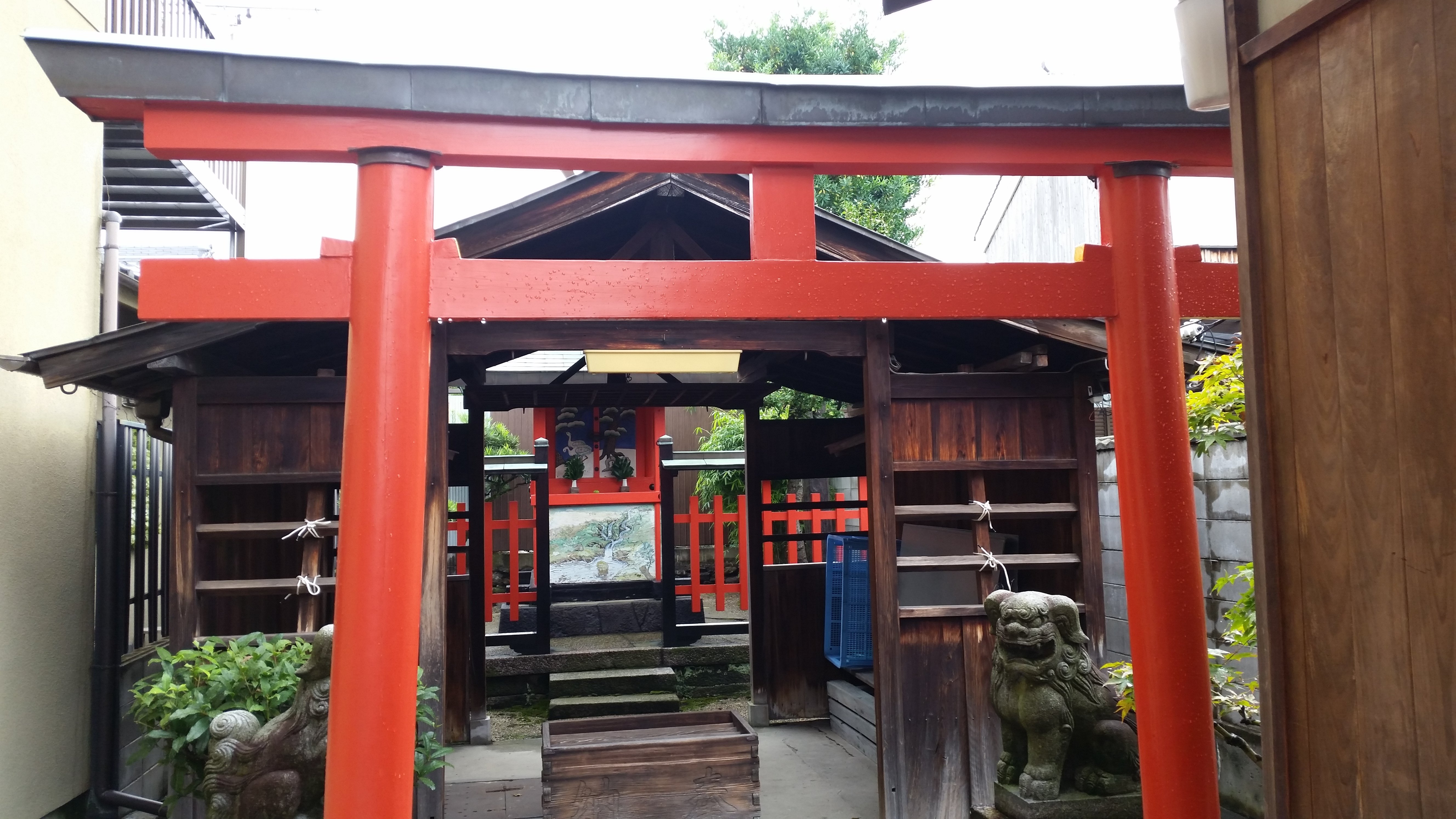
拝殿

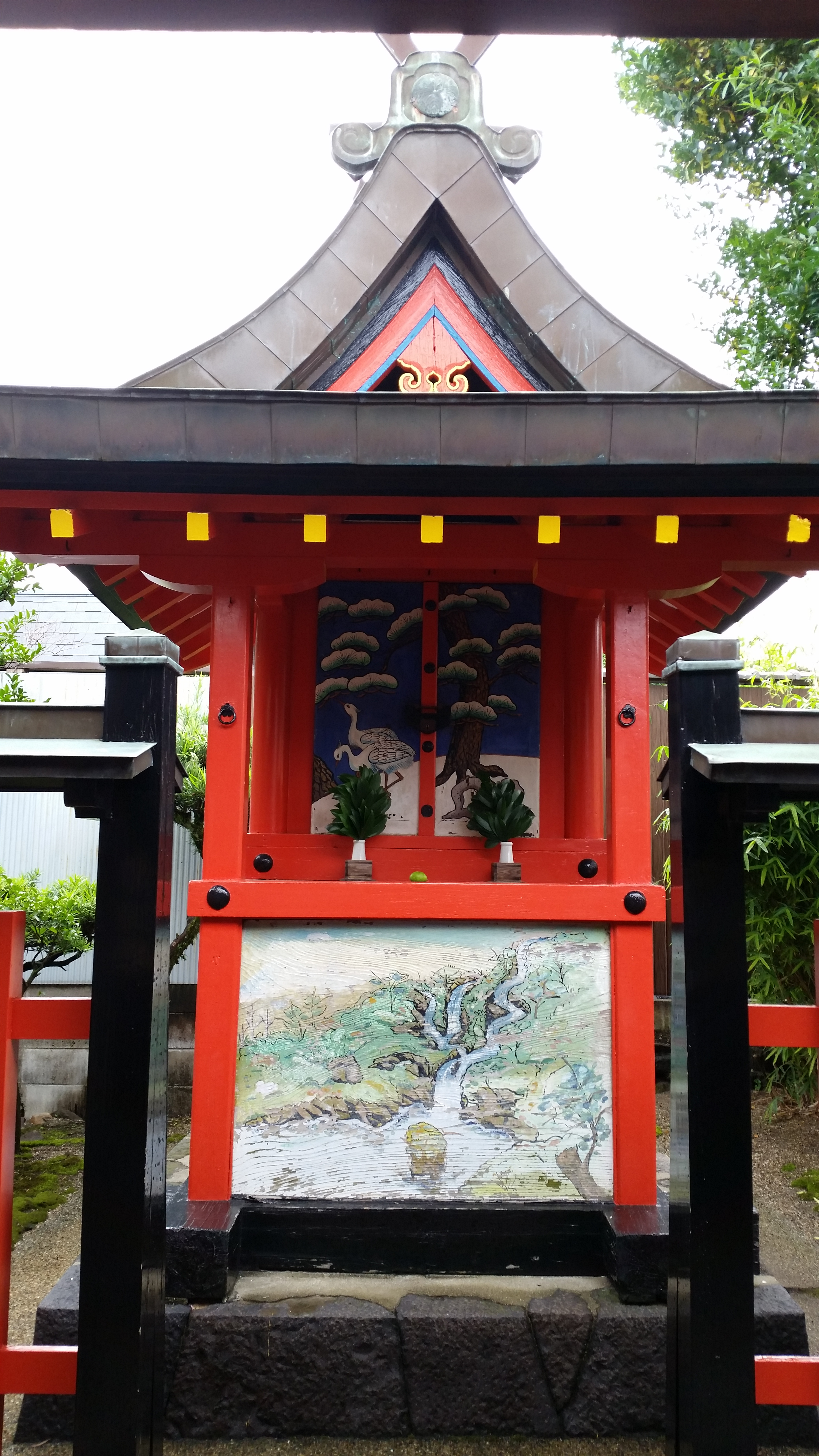
本殿

元興寺の一院であった仙光院が衰えたのち、勝南院が建立されたが、その勝南院内に古くから鎮座していたという。宝徳2年（1450年）、元興寺と興福寺の争いを起因とする火難に会い、その跡は人家で占められるようになった。そのため、現在地に住吉大神を祀る祠を建て、町名を勝南院町とし、町内の安全や商売繁盛を祈願するようになったという。
一説に、当社にあった古井戸において、毎年3月3日に潮波が湧き出したことより、その井戸を「汐浪井」と呼ぶようになり、それが転じて「勝南院」と呼ぶようになったともいう。
例祭は7月31日、御霊神社宮司が執り行う。

## 祭神
- 住吉大神（表筒男命・中筒男命・底筒男命）[2]
- 蔵王権現[2]

このように一殿二座となっているのは、寛政5年（1793年）の『平城坊目考』に記されているため、かなり古い頃からの形と考えられている。